# 千蔵八郎
千蔵 八郎（ちくら はちろう、1923年1月20日 - 2010年7月15日）は、日本の音楽学者、音楽教育学者。武蔵野音楽大学名誉教授。

## 人物
東京（現豊島区）生まれ。1948年東京音楽学校卒、1954年東京芸術大学音楽学部卒業。島根大学助教授、武蔵野音楽大学教授、93年名誉教授。

## 著書
- 『音楽史』音楽之友社 1957
- 『音楽史入門』春潮社 1957
- 『楽典の解説と問題』全音楽譜出版社 1963
- 『名曲事典 ピアノ・オルガン編』音楽之友社 1971
- 『音楽 その美をさぐる』音楽之友社 1980
- 『大作曲家の鼻』東京音楽社 1981
- 『音楽史 作曲家とその作品』教育芸術社,c1983
- 『19世紀のピアニストたち』音楽之友社 音楽選書 1985
- 『素顔の作曲家たち』音楽之友社 1986
- 『続・19世紀のピアニストたち』音楽之友社 音楽選書 1987
- 『大学教授の女子大生観察ノート』草思社 1987
- 『きみはピアニストになれるか』春秋社 1989
- 『ピアノ学習ハンドブック』春秋社 1989
- 『あの子がピアノをやめた理由』春秋社 1991
- 『20世紀のピアニストたち』音楽之友社 音楽選書 1991－92
- 『バルトーク<ミクロコスモス>への手引き』東京音楽社 レスナーシリーズ 1992
- 『ピアノ・レッスン本日休業!』春秋社 1993
- 『大ピアニストがあなたに伝えたいこと100のレッスン』春秋社 1996
- 『ピアノ音楽史事典』春秋社 1996
- 『大ヴァイオリニストがあなたに伝えたいこと 100+1のレッスン』春秋社 1997
- 『名歌手があなたに伝えたいこと100のレッスン』春秋社 1997
- 『大作曲家があなたに伝えたいこと100のアイディア』春秋社 1998
- 『名指揮者があなたに伝えたいこと 100のリーダーシップ』春秋社 1998
- 『あなたに伝えたい音楽の魅力 100人の聴衆の言い分』春秋社 1999
- 『クラシック音楽歳時記 366日の音楽史』春秋社 2003
- 『コンサート・プログラムのつくりかた』春秋社 2007

### 共著編
- 『音楽図説』城多又兵衛共著 岩崎書店 図説全集 1955
- 『音楽概論』坂本良隆共著 全音楽譜出版社 1962
- 『基本音楽史』責任編集 音楽之友社 1968
- 『音のメルヘン ピアノのためのエチュードとアルバム vol.1』編著 共同音楽出版社 1984
- 『わたしはピアノ こどものための小品集』編 東京音楽社 さくらんぼシリーズ 1986

### 翻訳
- パウル・ヒンデミット『音楽家の基礎練習』坂本良隆共訳 音楽之友社 1957
- コンラッド・ウォルフ『シュナーベルピアノ奏法と解釈』音楽之友社 1974
- ラルフ・カークパトリック『ドメニコ・スカルラッティ』阪本みどり共訳 全音楽譜出版社 1975
- アーウィン・ボドキー『バッハ鍵盤曲の解釈』音楽之友社 1976
- F.E.カービー『鍵盤音楽の歴史』全音楽譜出版社 1979
- F.ドーズ『ドビュッシー/ピアノ曲』東芝EMI音楽出版 BBC・ミュージック・ガイド・シリーズ 1981
- 『チェルニーエチュード』エー・ティー・エヌ 1991

## 論文
- <千蔵八郎

## 栄典
- 2010年4月 瑞宝中綬章受章[2]